# Flesberg
Flesberg ist eine Kommune im norwegischen Fylke Buskerud. Die Kommune hat 2797 Einwohner (Stand: 1. Januar 2025). Verwaltungssitz ist die Ortschaft Lampeland.

## Geografie

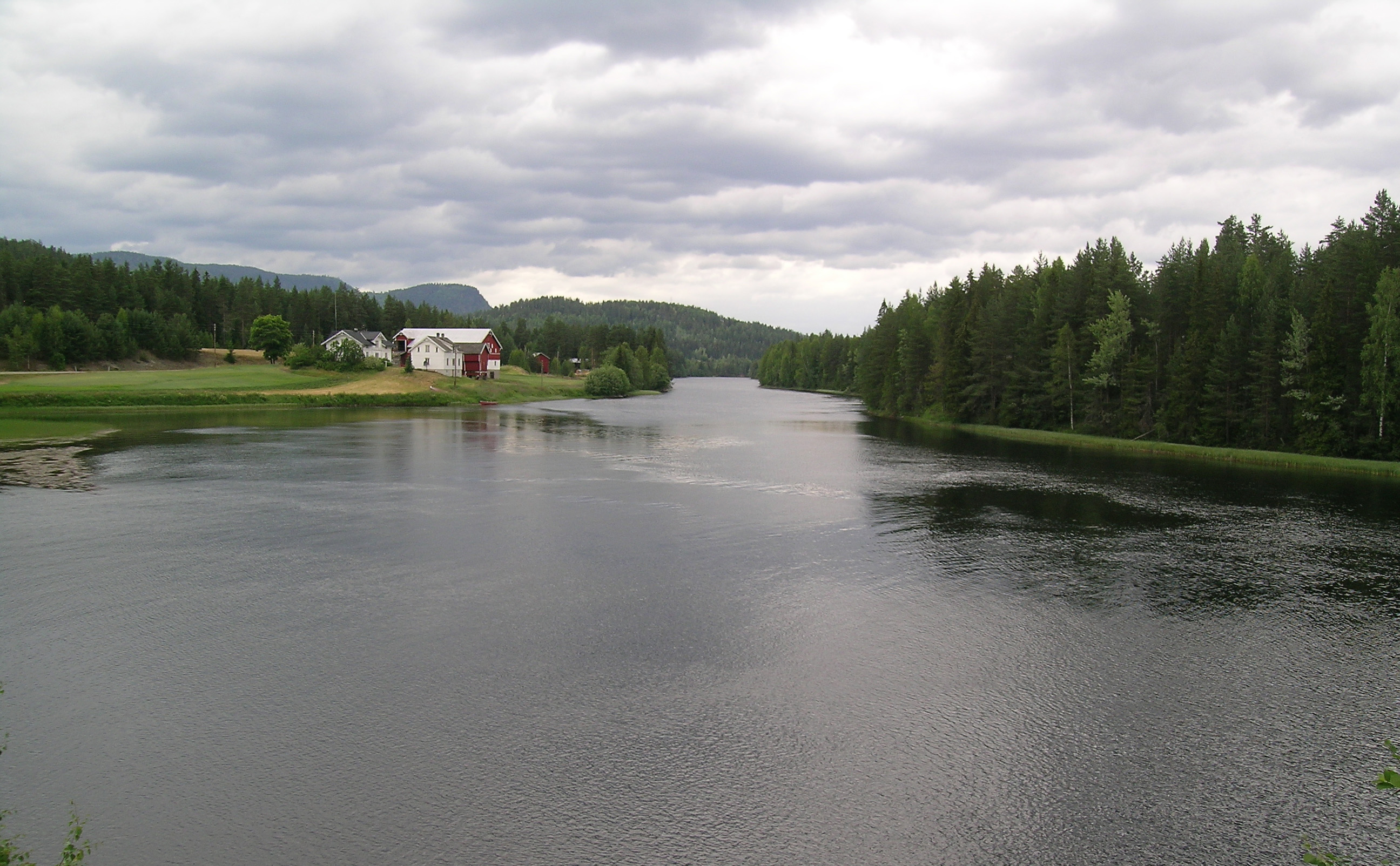
Der Lågen in der Kommune Flesberg

Flesberg liegt im unteren Talbereich des Numedals. Die Gemeinde grenzt an Rollag im Nordwesten, Sigdal im Nordosten, Øvre Eiker im Osten, Kongsberg im Süden sowie an Notodden und Tinn im Westen. Die Grenze zu den Kommunen Notodden und Tinn stellt zugleich die Grenze zwischen den Fylkern Buskerud und Telemark dar. Durch das Haupttal von Flesberg fließt der Fluss Lågen (auch Numedalslågen). Aus den Seitentälern kommend münden einige kleinere Flüsse in den Lågen. Vor allem im Norden der Kommune liegen mehrere Seen verteilt. Die Gesamtfläche der Kommune beträgt 561,91 km², wobei Binnengewässer zusammen 24,13 km² ausmachen.
Die Westseite des Numedals steigt steiler an als die Ostseite. Im Osten der Kommune werden Höhen von bis zu etwa 700 moh. erreicht. An der Westgrenze von Flesberg liegt das Berggebiet Blefjell. Die dort liegende Erhebung Flesebekkble stellt mit einer Höhe von 1272 moh. den höchsten Punkt der Kommune Flesberg dar. Das Langåsen naturreservat ist ein Naturschutzgebiet in den Kommunen Flesberg und Rollag mit einer Fläche von rund vier Quadratkilometern. Dort geschützt ist seit 2017 der ältere Waldbestand, der als urwaldnah gilt.

## Einwohner
Die Einwohner leben vor allem im Numedal verteilt. Ab dem Ende des Zweiten Weltkriegs bis in die 1970er-Jahre ging die Einwohnerzahl zurück, danach hielt sie sich länger stabil. Ab etwa 2000 trat ein Wachstum ein. In der Gemeinde liegen zwei sogenannte Tettsteder, also zwei Ansiedlungen, die für statistische Zwecke als eine städtische Siedlung gewertet werden. Diese sind Lampeland mit 620 und Svene mit 391 Einwohnern (Stand: 1. Januar 2024).
Die Einwohner der Gemeinde werden Flesberging genannt. Offizielle Schriftsprache ist Bokmål, also die weiter verbreitete der beiden norwegischen Sprachformen.
| Jahr          | 1986 | 1990 | 1995 | 2000 | 2005 | 2010 | 2015 | 2020 | 2025 |
| ------------- | ---- | ---- | ---- | ---- | ---- | ---- | ---- | ---- | ---- |
| Einwohnerzahl | 2531 | 2552 | 2533 | 2491 | 2517 | 2578 | 2671 | 2688 | 2797 |

## Geschichte

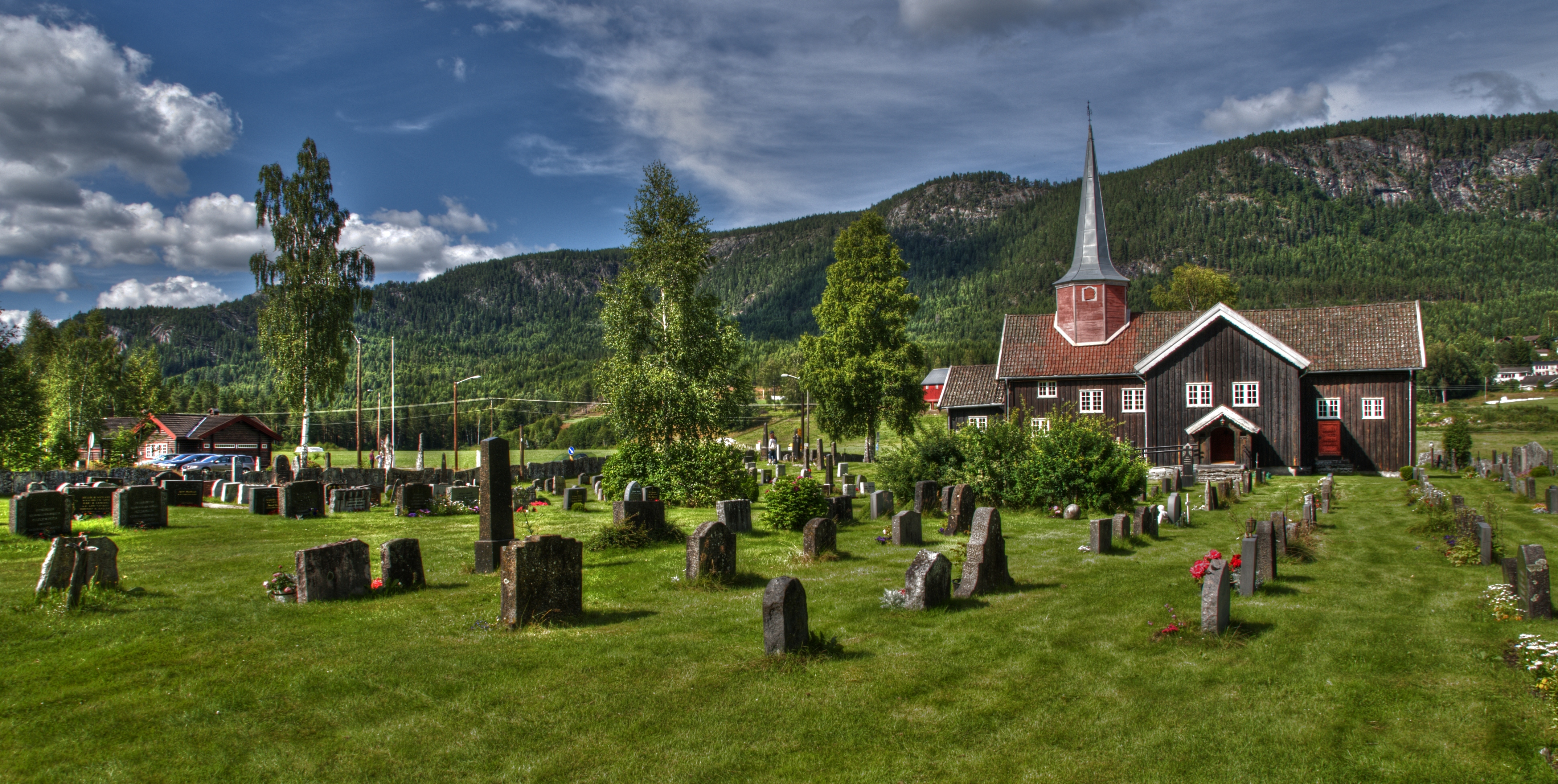
Stabkirche Flesberg

Die Kommune Flesberg entstand im Rahmen der Einführung der lokalen Selbstverwaltung im Jahr 1837. Im Jahr 1939 wurde ein Areal mit 33 Einwohnern der damaligen Kommune Øvre Sandsvær an Flesberg überführt. Zum 1. Januar 1964 ging ein von 92 Personen bewohntes Gebiet an die Gemeinde Kongsberg über. Zudem wurde ein Gebiet mit 13 Einwohnern neu an Øvre Eiker zugewiesen. Nach der landesweiten Regionalreform gehörte Flesberg von 2020 bis 2023 zum Fylke Viken.
Die Lyngdal kirke ist eine Holzkirche aus dem Jahr 1697. Sie hat einen kreuzförmigen Grundriss. Ursprünglich hatte sie keinen Grundriss dieser Form, sondern einen rechteckigen. In den 1730er-Jahren wurde die Kirche umgebaut und erweitert, wobei die Kreuzform entstand. Eine Holzkirche aus dem Jahr 1738 ist die Svene kirke. Sie hat ebenfalls einen kreuzförmigen Grundriss. Die älteste Kirche der Kommune ist die Stabkirche Flesberg (Flesberg stavkirke). Die Stabkirche wurde um das Jahr 1150 herum erbaut und im Jahr 1735 erweitert. Seitdem sind nur noch Teile der Kirche in der typischen Bauweise von Stabkirchen erbaut.

## Wirtschaft und Infrastruktur

### Verkehr

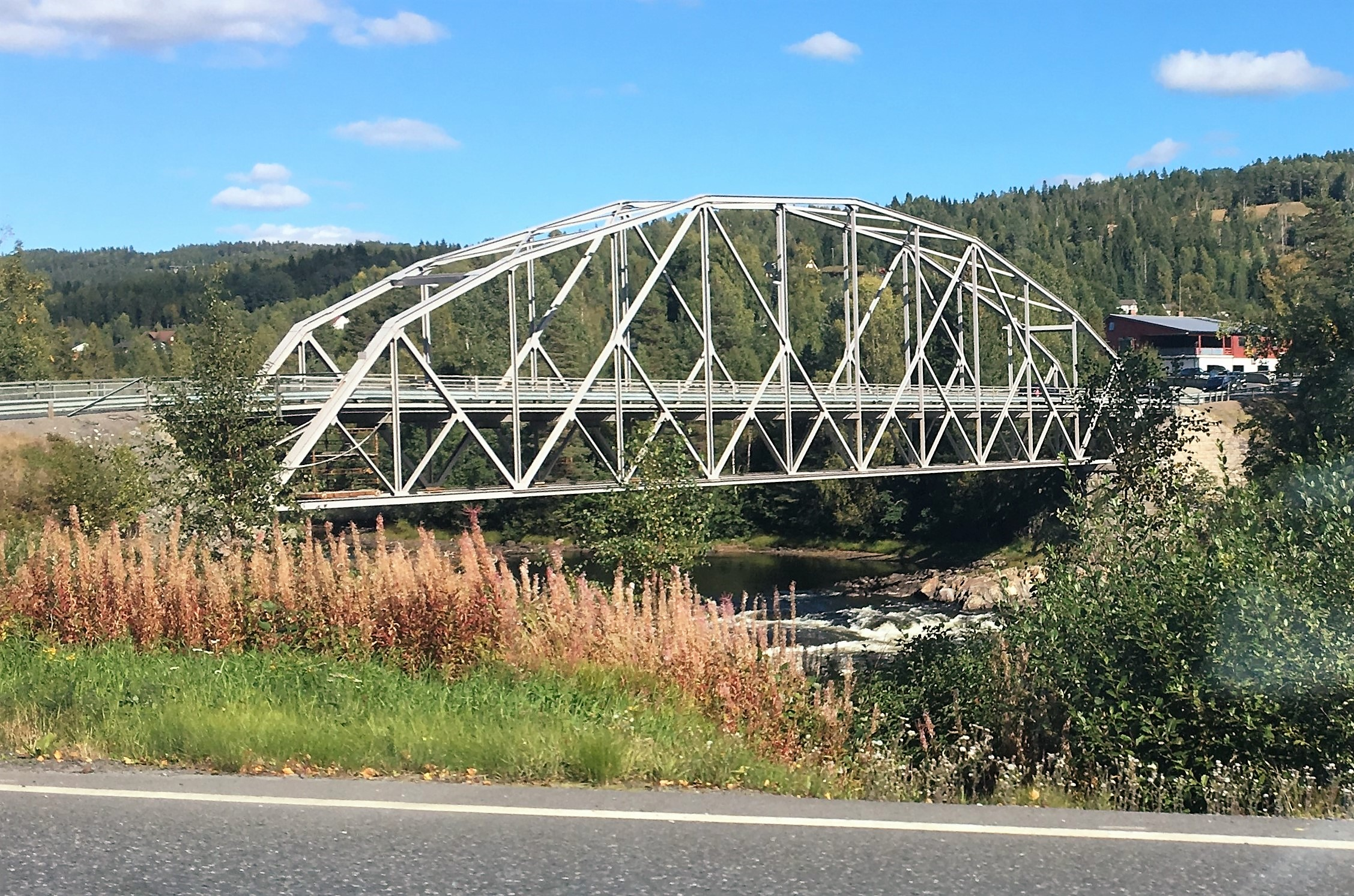
Die Straßenbrücke Svene bru

Durch die Kommune führt parallel zum Lågen der Fylkesvei 40. Dieser stellt in den Süden die Verbindung zur Stadt Kongsvinger her. Sowohl von Lampeland als auch von der Ortschaft Flesberg zweigt ein Fylkesvei in das Gebiet östlich des Lågen ab. Über den Fluss führen mehrere Straßenbrücken. Ebenfalls am Lågen entlang verlief die 1989 stillgelegte Bahnlinie Numedalsbanen. Im Jahr 2013 wurde die Strecke von Kongsberg bis zum Bahnhof Flesberg wieder instand gesetzt, um den Betrieb für den Güterverkehr wiederaufnehmen zu können. Der Grund dafür war der Bedarf für den Transport von Holz.

### Wirtschaft
Im Bereich des Primärsektors ist in der Kommune die Forstwirtschaft von größerer Bedeutung. Forstwirtschaft wird häufig in Kombination mit Landwirtschaft betrieben. Auf den agrarisch genutzten Flächen wird zu einem größeren Teil Getreide angebaut. Des Weiteren wird von den Landwirten der Region Tierhaltung betrieben. Für die Industrie ist die Holzverarbeitung die gemessen an den Arbeitsplätzen klar bedeutendste Branche. Es folgen der Bergbau und die Metallindustrie. Die Betriebe sind vor allem in den Orten Lampeland, Svene und Flesberg angesiedelt. Viele Arbeitsplätze sind zudem in der öffentlichen Verwaltung sowie im Dienstleistungs- und Übernachtungsgewerbe verortet. Die Blefjell-Gegend im Westen der Kommune ist ein bei Touristen beliebtes Gebiet. Dort befinden sich auch viele sogenannte Hytten. Im Landesvergleich von eher geringer Bedeutung sind Wasserkraftwerke. Das größte der drei Kraftwerke ist das 1960 in Betrieb genommene Werk Vrenga. Dort wird eine Fallhöhe von etwa 380 Metern ausgenutzt und es lag im Zeitraum von 1981 bis 2010 eine mittlere Jahresproduktion von rund 59 GWh vor. Im Jahr 2020 arbeiteten von etwa 1370 Arbeitstätigen nur knapp 580 in Flesberg selbst, etwa 500 waren in der Nachbarkommune Kongsberg angestellt. Es folgte Drammen mit rund 50 Pendlern.

## Name und Wappen
Das seit 1989 Wappen der Kommune zeigt Rücken an Rücken zwei silberne Kluppen auf grünem Grund. Sie symbolisieren  Forstwirtschaft und Flößerei. Der Gemeindename setzt sich aus den beiden Bestandteilen fles und berg zusammen. Ersterer leitet sich vom Wort fles (deutsch Schäre) ab.

## Persönlichkeiten
- Hallvard Bakke (1943–2024), Politiker und Journalist
- Per Bergerud (* 1956), Skispringer
- Mari Wetterhus (* 1998), Biathletin